# 받아쓰기

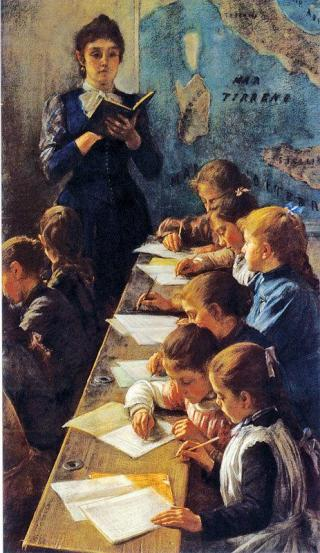
딕테이션 레슨, 데메트리오 코솔라의 그림 (1891년)

받아쓰기는 음성 텍스트를 전사하는 것이다. 받아쓰는 사람은 다른 사람이 말하는 대로 단어를 적는다. 여러 언어 사용자들 사이에서 받아쓰기는 영어권 세계의 철자 맞추기와 유사하게 언어 능력 시험으로 사용된다. 언어 기술을 가르치는 것 외에 받아쓰기 연습은 학생들이 문학 작품을 접하고 도덕을 배우는 데도 사용되어왔다. 받아쓰기는 멸종 위기 언어나 소멸 위기 언어를 기록하기 위해서도 사용되었는데, 빅토리아 하워드의 경우가 그러하다. 그녀는 치누크 자곤 화자로, 노래와 이야기를 멜빌 제이콥스에게 받아쓰게 했다.

## 어원
영단어 dictation는 라틴어 dictāre('주장하다')에서 파생되었다.

## 방법
이 연습은 최소 두 명, 즉 낭독자와 기록자가 필요하다. 낭독자는 선택된 텍스트를 균일하고 명확하며 들을 수 있는 볼륨으로 여러 단어 (세 단어에서 열 단어 또는 필요에 따라)의 조각으로 읽는다. 텍스트는 낭독자가 진행하는 대로 기록자가 받아 적는다. 각 조각은 낭독자가 처음에는 천천히 읽고, 그 다음에는 보통 속도로 한두 번 반복한다. 이 방식으로 선택된 내용의 끝까지 읽고 나면, 낭독자는 처음부터 끝까지 다시 한번 보통 속도로 텍스트를 읽는다. 기록자는 그 후에 자신의 작업을 다시 읽고 필요한 부분을 수정할 시간을 갖는다. 지식, 이해 및 적용 단계의 연습이 완료된다.
분석 및 평가 단계는 이제 선택된 텍스트가 공개됨에 따라 다음과 같이 진행된다. 이 과정에는 빨간 펜이 필요하며, 기록자의 성숙도 또는 취향에 따라 달라질 수 있다.
- 낭독자가 기록자의 필기된 작업을 모아 평가한다.
- 기록자에게 선택된 내용이 주어지고 스스로 채점하도록 한다.

후자의 자기 평가 과정은 더 빠르지만 두 가지 이유 때문에 때때로 더 까다롭다. 첫째, 기록자의 필체가 평가자의 필체와 구별되지 않는다. 둘째, 평가자의 엄격함이 같은 사람(또는 부류의 사람)이 사용되므로 의문이 들 수 있다.
선택된 텍스트는 종종 출판된 책의 문장, 문단 또는 페이지에서 가져오며, 도덕, 정직 또는 고결함에 대한 설교를 포함할 수 있다. 성경 구절이나 라 퐁텐 우화의 페이지는 여러 세대에 걸쳐 성공적으로 사용되었다.

## 다른 언어에서의 받아쓰기

### 프랑스어
프랑스어 사용자에게 라 딕테(la dictée)는 맞춤법과 문법 숙달도를 시험하는 학교 연습이다. 프랑스어 문법의 많은 특징은 쓰기에서는 구별되지만 말하기에서는 그렇지 않기 때문에 이것은 어려운 작업이 될 수 있다.
어떤 딕테는 프로스페르 메리메와 베르나르 피보의 딕테처럼 그 난이도나 흥미로 유명해졌다. 세계 여러 나라(스위스, 프랑스, 벨기에, 폴란드, 캐나다 포함)에서 받아쓰기는 영어 철자 맞추기와 유사하게 조직화된 챔피언십의 대상이 된다.

### 한국어
대한민국에서는 받아쓰기가 초등교육 저학년 학생들을 위한 학교 연습이다. 한국어는 기본적으로 음소 문자인 한글로 쓰여진다. 하지만 한글 표기는 형태음소적이기도 하므로 올바른 받아쓰기를 위해서는 (한글에 익숙한 것 외에) 형태론적 지식이 필요하다. 또한 음운론적 규칙들, 예를 들어 동화, 구개음화, 탈락은 발음이 표기된 형태가 시사하는 바와 다르게 만들 수 있다. 받아쓰기는 단어, 구, 또는 문장의 형태로 이루어지며 철자 시험과 유사하다.

### 중국어
중국어의 받아쓰기 (중국어 간체자: 听写, 정체자: 聽寫, 병음: tīngxiě, 글자 그대로 '듣고 쓰다')는 중국 초등학교 교육 과정의 중요한 부분이다. 한자는 한 음절이 다른 해당 문자를 가질 수 있다는 점에서 독특하다. 중국어 받아쓰기는 일반적으로 구문으로 (즉, 단어가 하나 이상의 문자로 구성되어 있다) 이루어지기 때문에, 이것은 받아쓰기하는 사람이 구문을 통해 적절한 문자를 결정하는 데 도움이 될 수 있다. 받아쓰기는 또한 학생들이 올바르게 문자를 쓰는 능력을 향상시킨다.

### 베트남어
한국어 한글과 유사하게 베트남 라틴 문자는 기본적으로 음소 문자이다. 그러나 언어 맞춤법의 표준화 오류 외에도 베트남어 방언에는 일부 음운 합류가 있으며 (일부는 형태음소적으로 영향을 받을 수 있다) 이는 사람들을 혼란스럽게 할 수 있으며, 특히 다른 방언을 사용하는 사람들과 이야기할 때 그러하다. 따라서 베트남어 받아쓰기 (베트남어: chính tả)는 베트남 초등학교 교육 과정의 중요한 부분으로 간주되며, 학생들과 외국인 베트남어 학습자들이 이러한 모호성을 해결하는 데 도움이 된다.

## 같이 보기
- 받아쓰되 읽지 않음
- 네덜란드어 대받아쓰기